# Netomocera sedlaceki
Netomocera sedlaceki (лат.) — вид паразитических наездников из семейства Pteromalidae (Chalcidoidea) отряда перепончатокрылые насекомые, в составе подсемейства Diparinae. Австралия.

## Описание
Мелкие хальцидоидные наездники с коренастым телом. Длина самок от 0,9 до 1,5 мм (самцы от 0,8 до 1,2 мм). Основная окраска чёрная и бурая. Отличаются окраской чёрной головы и жёлтых усиков и ног. Формула члеников усиков: 1-1-1-7-3. Жгутик усика самок булавовидный с асимметричной булавой; петиоль широкий субквадратный. Самки брахиптерные. Первый тергит крупный, занимает как минимум половину длины брюшка. Хозяева неизвестны, предположительно ими являются личинки насекомых.

## Таксономия
Вид Netomocera был впервые описан в 1988 году, а его валидный статус подтверждён в ходе ревизии, проведённой в 2019 году румынским энтомологом Mircea-Dan Mitroiu («Alexandru Ioan Cuza» University of Iași, Faculty of Biology, Яссы, Румыния).